# The Annals of Statistics
The Annals of Statistics ist eine Statistik-Fachzeitschrift unter Peer-Review, die vom Institute of Mathematical Statistics herausgegeben wird.

## Geschichte
Die Fachzeitschrift The Annals of Statistics erschien gemeinsam mit der Zeitschrift The Annals of Probability erstmals 1973 als Nachfolgeorgan der Zeitschrift The Annals of Mathematical Statistics.

## Herausgeber
Die folgenden Personen waren Herausgeber der Zeitschrift
- Ingram Olkin (1972–1973)
- I. Richard Savage (1974–1976)
- Rupert Miller (1977–1979)
- David V. Hinkley (1980–1982)
- Michael D. Perlman (1983–1985)
- Willem van Zwet (1986–1988)
- Arthur Cohen (1988–1991)
- Michael Woodroofe (1992–1994)
- Larry Brown and John Rice (1995–1997)
- Hans-Rudolf Künsch and James O. Berger (1998–2000)
- John Marden and Jon A. Wellner (2001–2003)
- Morris Eaton and Jianqing Fan (2004–2006)
- Susan Murphy and Bernard Silverman (2007–2009)
- Peter Bühlmann and T. Tony Cai (2010–2012)
- Peter Hall and Runze Li (2013–2015)
- Ed George and Tailen Hsing (2016–2018)
- Richard J. Samworth and Ming Yuan (2019–2021)
- Enno Mammen and Lan Wang (2022–2024)